# Jindřich Kafka
Jindřich (Heinrich) Kafka, (25. února 1844 Strážovice, dnes část obce Mirotice, okr. Písek – 2. dubna 1917 Vídeň) byl vídeňský skladatel českého původu.

## Život
Vystudoval Varhanickou školu v Praze. Byl žákem Františka Blažka a Josefa Krejčího. Vedle toho soukromě studoval hru na housle u Antonína Bennewitze a Mořice Mildnera. Nejprve působil jako varhaník a houslista v Praze. V roce 1875 odešel do Vídně a stal se učitelem hudby.

## Dílo
Podle vlastního číslování zkomponoval na 60 skladeb.
- 11 skladeb pro klavír
- 20 sešitů písní
- Symfonie věnovaná svému učiteli Josefu Krejčímu
- Der Gott und die Bajadere (symfonická báseň)
- 4 opery
- Komorní skladby
- Sbory (sbor Lied der Deutschen in Oesteriech z roku 1882 obsahuje melodické názvuky Písně práce)

Všechny skladby zůstaly v rukopise.